# Христоф (герцог Вюртембергу)
Христоф I (нім. Christoph von Württemberg; 12 травня 1515 — 28 грудня 1568) — 4-й герцог Вюртембергу в 1550—1568 роках.

## Життєпис

### Молоді роки
Походив з Вюртемберзького дому. Син Ульріха I, герцога Вюртембергу, та Сабіни Віттельсбах (доньки Альбрехта IV, герцога Баварії). Народився 1515 року в Урасі. Через кілька місяців після народження його мати через конфлікт з Ульріхом I втекла до двору своїх батьків у Мюнхені.
Після повалення батька 1519 року виріс при дворі ерцгерцога Фердинанда Габсбурга в Інсбруку. 1529 року під час війни з Османською імперією зумів врятуватися від захоплення турками в Вінер-Нойштадті.
У 1530 році на Аугсбурзькому рейхстазі герцогство Вюртемберг перейшло до Фердинанд Габсбурга, а сам Христоф опинився у почті імператора Карла V. 1531 року брав участь у виборах римського короля Фердинанда Габсбурга в Кельні. 1532 року брав участь в рейхстазі в Регенсбурзі.
Коли він в 1533 році повинен був слідувати за імператором в Іспанію, він втік у Каринтію, знайшов спочатку притулок в Зальцбурзі, потім — у свого вуйка Людвига X, герцога Баварії. Вступив в листування зі своїм батьком, що перебував в Гессені, наполегливо вимагав повернення Вюртемберга. Втім на Аугсбурзькому рейхстазі 1533 року клопотання Христофа було відхилено. 1534 року з'явився на засіданні Швабської ліги, де відстоював права своєї династії на Вюртемберг. Того ж року Швабська ліга розпалася, чим скористався батько Христофа, який відновився у владі Вюртембергу.

### Принц
Конфлікт з батьком в 1534 році спонукав його вступити на службу до французького короля Франциска I.
1542 року герцог Ульріх I закликав його назад. Христоф перейшов до лютеранства. Також було укладено Риквірський договір, за яким він отримав в управління графство Монбельяр. 1544 року пошлюбив представницю Ансбаських Гогенцоллернів.

### Герцог
Після смерті батька в 1550 році успадкував герцогство Вюртемберг й графство Монбельяр. 1553 року передав графство Монбельяр в управління стрийку Георгу. Стикнувся з вимогами Фердинанда Габсбурга, що намагався повернути собі герцогство Вюртемберг, оскільки Ульріх I вступив до Шмалькальденської ліги.
1552 року домігся укладання Пассауського договору, за яким закріпив Вюртемберг за собою та своїми нащадками в чоловічій лінії за умови визнання ленної залежності від Австрії та сплати суми у 250 тис. флоринів.
У 1553 році залишався нейтральним під час повстання лютеранських князів на чолі із Моріцем Веттіном, курфюрстом Саксонії. В тому ж році очолив Гейдельберзьку лігу південно-німецьких і рейнських князів обох віросповідань для захисту членів союзу від маркграфа Альбрехта Бранденбурзького.
У 1551—1552 роках відправляв делегації на Тридентський собор, але після скасування інтериму довершив остаточно Вюртемберзьку реформацію в лютеранському дусі. 1553 року видав правила з візитації. Об'єднав колишнє католицьке церковне майно в одне загальне церковне майно, призначене на покриття потреб церкви.
1554 року призначив постійний контрольний комітет державних чинів (уряд). 1555 року ним було кодифіковано «Земське право». Для врегулювання церковних стосунків 1556 року видав монастирський статут, а 1559 року — церковний. Монастирі було перетворено на навчальні заклади. Активно підтримував кальвіністів і лютеран Франції, Речі Посполитої та Швейцарії. 1558 року під час рейхстагу у Франкфурті-на-Майні доєднався до угоди між кальвіністами та лютеранами.
Також значний час приділяв розбудові, перебудові замків та фортець, зведенню нових, переважно у стилі Ренессансу Насамперед це стосується фортець Гогенсперг і Гогенурах, Грюнінген, замків у Вайблінгені, Леонбергі, Шорндорфі, Тюбінгені, Нойєнбюргі, Графенеку, Блаубойрені, Кіргайм-унтер-Тек і Беблінгені.
Помер 1568 року в Штутгарті. Владу успадкував син Людвиг I.

## Родина
Дружина — Анна Марія, донька Георга, маркграфа Бранденбург-Ансбаського.
Діти:
- Ебергард (1545—1568)
- Гедвіга (1547—1590), дружина ландграфа Людвига IV Гессен-Марбургу
- Єлизавета (1548—1592), дружина: 1) графа Георга Ернста Геннеберг-Шлейзінгена; 2) пфальцграфа Георга Густава Фельденц-Лаутереккен
- Сабіна (1549—1581), дружина ландграфа Вільгельма IV Гессен-Касселя
- Емілія (1550—1589), дружина Ріхарда Віттельсбаха, пфальцграфа Зіммерна
- Елеонора (1552—1618), дружина: 1) Йоахіма Ернста Асканія, князя Ангальт; 2) ландграфа Георга I Гессен-Дармштадта
- Людвиг (1554—1593), 5-й герцог Вюртембергу
- Максиміліан (1556—1557)
- Ульріх (1558)
- Доротея Марія (1559—1639), дружина Отто Генріха, Віттельсбаха, пфальцграфа Зульцбаху
- Анна (1561—1616), дружина: 1) Яна Георга, князя Легницького; 2) Фрідріха IV, князя Легницького
- Софія (1563—1590), дружина Фрідріха Вільгельма I Веттіна, герцога Саксен-Веймару